# Comitato Olimpico Nazionale Guineano
Il Comitato Olimpico Nazionale Guineano (noto anche come Comité National Olympique et Sportif Guinéen in francese) è un'organizzazione sportiva guineana, nata nel 1964 a Conakry, Guinea.
Rappresenta questa nazione presso il Comitato Olimpico Internazionale (CIO) dal 1965 ed ha lo scopo di curare l'organizzazione ed il potenziamento dello sport in Guinea e, in particolare, la preparazione degli atleti guineani, per consentire loro la partecipazione ai Giochi olimpici. L'organizzazione è, inoltre, membro dell'Associazione dei Comitati Olimpici Nazionali d'Africa.
L'attuale presidente dell'associazione è Naby Camara, mentre la carica di segretario generale è occupata da Amadou Camara.